# 65e bataillon de tirailleurs sénégalais
Le 65e Bataillon de Tirailleurs Sénégalais (ou 65e BTS) est un bataillon français des troupes coloniales.

## Création et différentes dénominations
- 01/03/1916 : création du 65e Bataillon de Tirailleurs Sénégalais au Maroc
- 27/04/1917 : le bataillon reçoit en renfort la 1re compagnie du 87e BTS
- 15/05/1917 : à la suite de la dissolution du 87e BTS, le bataillon reçoit une partie de ses effectifs restants

## Historique des garnisons, combats et batailles du65eBTS
- Engagé à Verdun (secteur du Bois Laufée) le 30/07/1916, est relevé le 06/08 avec 94 tués, 249 blessés et 267 disparus (JMO)

### Sources et bibliographie
Mémoire des Hommes